# ヨルカン
ヨルカン（YORUKAN）は、2003年10月～2004年3月までHBCラジオで放送されていた月～金の帯番組。
放送時間は21:35 - 22:00（JST）。

## 各曜日の出演者
- 月：デビル佐々木（デビルのマジカルナイト)
- 火：近藤はじめ
- 水：邑田みさき（「朝刊さくらい」と兼務[2]）
- 木：小川和幸（「夕刊おがわ」と兼務[1]）
- 金：山内要一

月曜日のデビル佐々木以外はHBCアナウンサーが担当（放送当時も含む）。

## 特に人気だったコーナー
- 月曜日は「デビルのマジカルナイト」という2000年からナイターオフに放送されているラジオ番組の続編で、「マジカルナイト」でも放送していたコーナーも人気だった。

- 毎週金曜日のお楽しみとして「山内要一が語るアノ番組」というコーナーが大人気だった。このコーナーは少年時代からＴＶ番組好きの山内アナが、リスナーから寄せられた「思い出の番組」のお便りと山内アナ自身が感動した「昔の番組｣とを照合し、その名場面を物まねと情景描写を巧みに駆使して熱く語るというものだった。「ヨルカン」では主に「バラエティ番組やクイズ番組を、さらに『山ちゃん直子のラジオマガジン』（2004年3月26日で終了）にも同様のコーナーを不定期で設け、こちらでは「山内要一のドラマを語るシリーズ｣と題し、昔放送されていたドラマの名場面を巧みな物まねと情景描写で再現していた。